# Antonio de Oliver
Antonio de Oliver (17?? - 1779) fue un militar y político español. Fue gobernador y capitán general de Yucatán, provincia de la Nueva España, de 1771 a 1777, durante el reinado de Carlos III de España quien lo designó para el cargo.

## Datos históricos
Antonio de Oliver, brigadier de los reales ejércitos, fue designado para asumir la gubernatura y la capitanía general de Yucatán a partir del 18 de febrero de 1771. Sustituyó a Cristóbal de Zayas cuya tarea de reorganizar a los batallones de milicias provinciales había quedado inconclusa.
Tocó por tanto a Oliver continuar con la reorganización de las milicias que tendrían el propósito de defender a la península de los filibusteros ingleses que seguían asolando los litorales de la región, particularmente los de la costa oriental que era la más desprotegida y de la cual se extraían las riquezas madereras y el palo de tinte que eran parte importante de la economía del Yucatán de entonces.
Tocó también al gobernador Oliver hacer el planteamiento a la corona española, a partir de los ayuntamientos de Mérida, Yucatán y de San Francisco de Campeche, de dar un uso a los bienes que habían pertenecido a los jesuitas que habían sido expatriados durante la gestión de su antecesor Zayas, por virtud de la orden dada por Carlos III mediante la sanción de 1767. Campeche solicitó la reapertura del Colegio de San José que había pertenecido a aquella orden de religiosos, mientras que Mérida pidió utilizar el inmueble que había servido al Colegio de San Pedro, también para fines de enseñanza y para un asilo de ancianos y menesterosos. Estas solicitudes no materializarían sino muchos años más tarde.
Oliver terminó su gestión en Yucatán el 19 de octubre de 1777 y se encargó del despacho de manera interina Alonso Manuel Peón, quien sería gobernador también interino en dos ocasiones posteriores, mientras el rey nombraba al gobernador propietario.